# Джапаридзе, Георгий Иванович
Георгий Иванович Джапаридзе (груз. გიორგი ჯაფარიძე; род. 29 июля 1953, Тбилиси) — советский и грузинский физик, кандидат технических наук, доктор физико-математических наук, профессор, академик Академии наук Грузии (2013; член-корреспондент с 2001). Лауреат Премии имени Т. Г. Андроникашвили АН Грузии (2013).

## Биография
Родился 29 июля 1953 года в Тбилиси, Грузинской ССР.
С 1970 по 1975 год обучался на физическом факультете Тбилисского государственного университета. С 1975 по 1978 год обучался в аспирантуре Института физики АН ГрузССР.
С 1978 года на научно-исследовательской работе в Институте физики АН ГрузССР — НАН Грузии в должностях: младший научный сотрудник, с 1984 года — старший научный сотрудник, с 1998 года — ведущий научный сотрудник, с 2002 года — главный научный сотрудник, с 2005 по 2010 года — заведующий кафедрой физики конденсированных сред, с 2010 по 2012 год — научный руководитель института, с 2017 года — председатель Учёного совета этого института. 
Одновременно с научной занимался и педагогической работой: с 2005 по 2009 год — профессор Тбилисского государственного университета и с 2009 года — профессор Ильинского государственного университета. С 1993 с перерывами до 2009 года преподавал курс лекций по теоретической физике в Кёльнском, Гётеборгском и Аугсбургском университетах.
С 2013 года — председатель комиссии по ядерной энергии и радиационной безопасности и с 2019 года — академик-секретарь Национальной академии наук Грузии.

### Научно-педагогическая деятельность и вклад в науку
Основная научно-педагогическая деятельность Г. Джапаридзе была связана с вопросами в области теоретической физики, нанотехнологий и основных направлений малой пространственной размерности с учётом теории квантовых систем.  
В 1983 году защитил кандидатскую диссертацию по теме: «Магнитные свойства одномерной системы взаимодействующих фермионов : точно решаемые модели», в 1998 году защитил докторскую диссертацию на соискание учёной степени доктор физико-математических наук. В  2010 году ему присвоено учёное звание профессор. В 2001 году был избран член-корреспондентом, а в 2013 году — действительным членом НАН Грузии. Г. Джапаридзе  было написано более семидесяти научных работ, в том числе монографий, на различных языках мира.

## Награды
- Премия имени Т. Г. Андроникашвили АН Грузии (2013)